# 安平港
安平港位於臺灣臺南市，現分為漁港及商港。

## 安平漁港

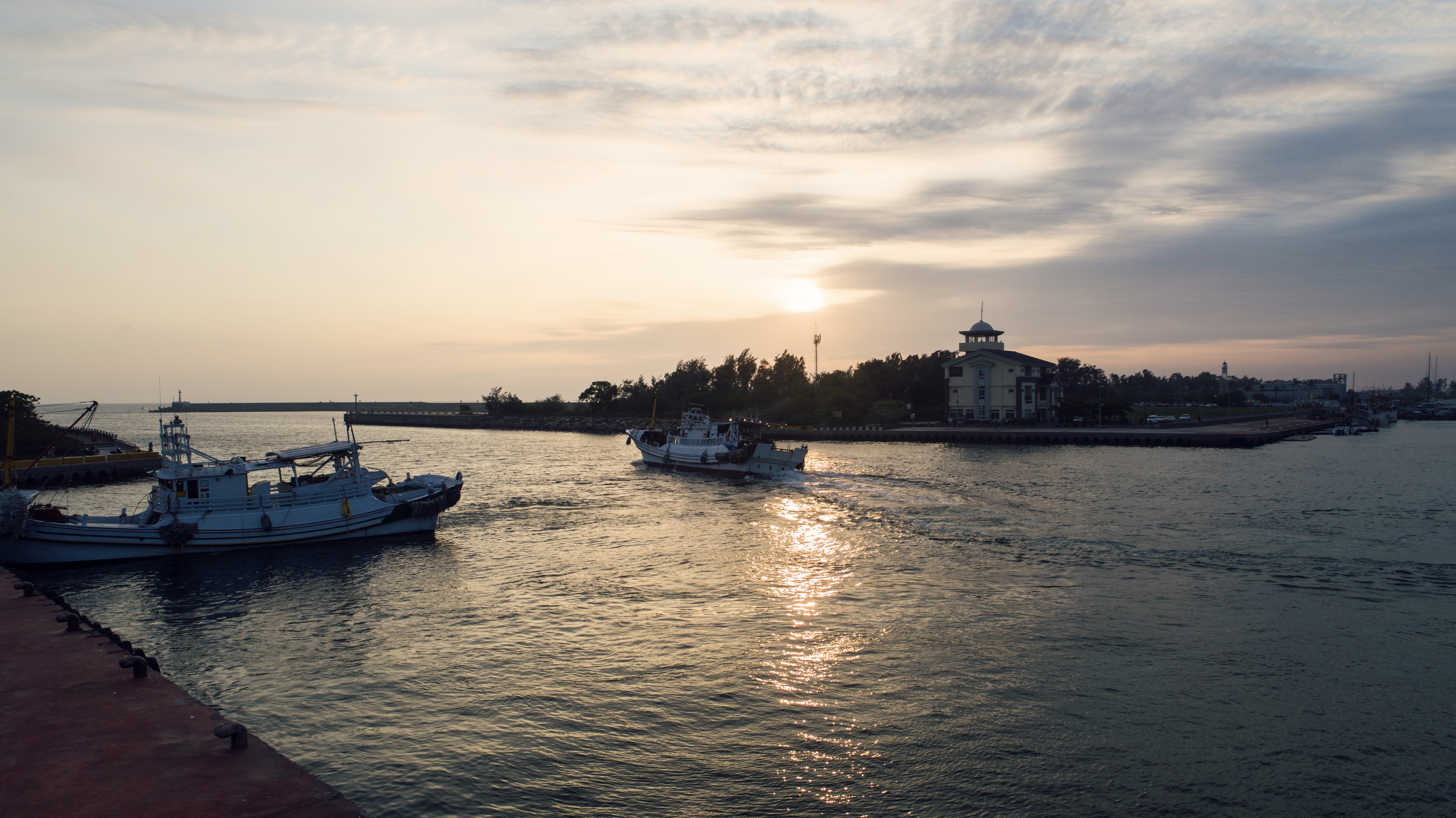
安平漁港與漁港安檢所之間

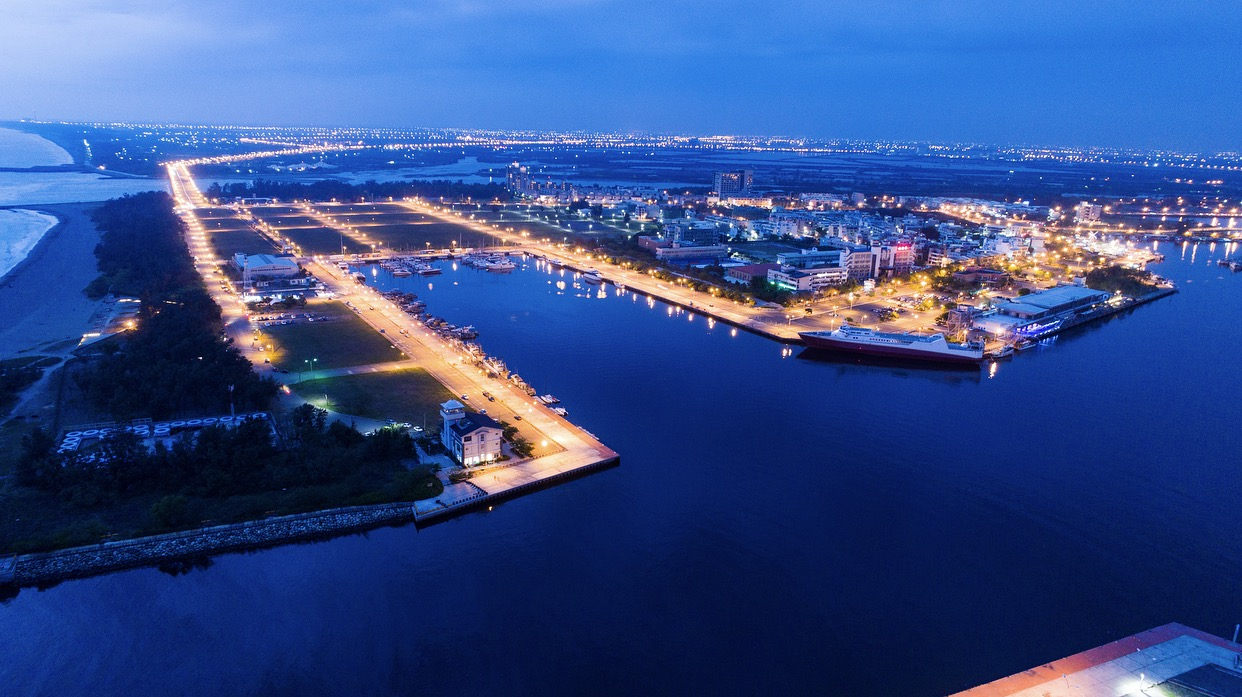
傍晚的安平漁港

即安平舊港，位於安平舊聚落旁，舊稱臺灣港，曾為臺灣最大港。然而1947年封淤及1949年疏濬後，僅容許50噸級船舶通行。近年成立「安平港國家歷史風景區」，並曾舉辦2005、2006年臺灣燈會，發展觀光產業。

### 潮位
| 單位 | 最高潮位 | 大潮平均高潮位 | 平均潮位 | 大潮平均低潮位 | 最低潮位 |
| ---- | -------- | -------------- | -------- | -------------- | -------- |
| 公尺 | +1.81    | +1.00          | +0l.71   | +0.43          | -0.33    |

### 歷史
荷蘭統治時期及明鄭時期，台江外海有11個島嶼（古名「鯤鯓」，大魚之意）橫亙，沙洲南北方各有一個港口，北為鹿耳門港，南為大員港，為臺灣最早之海港。清治時期道光3年（1823年）鹿耳門港被洪水沖毀，而安平則因海沙推移，港口反較前略深，於是與北線尾島上新興的四草湖合稱臺灣港，兼具國防及貿易功能，成為臺灣南部及臺灣府城（今臺南市）的要港。咸豐9年（1858年）臺灣因天津條約開港，安平港亦被列為條約港之一，海關、洋行紛紛設立，但不久之後，安平港被漂砂淤積，灣內的安平島接連陸地，船舶僅能碇泊於距舊港口兩海浬處。
日治時期時，臺灣總督府利用舊運河水道，自安平海關循鹽水溪至海口予以疏濬，惟舊運河易於淤積，須經常疏濬，極不經濟，所遂於明治41年（1908年）興築高雄港後取代之。後臺灣總督府於大正10至15年（1921至1926年）間開鑿新的臺南運河，並於終點設置堆貨場倉庫，碼頭約1,780公尺。由於出口一段河道淤塞，於是在昭和10至11年（1935至1936年）間於舊港口南2公里處闢安平港新港口，取代臺灣港的營運，並築導流堤二道，港口長160公尺，自港口再挖濬航道2公里，與新運河接通，築岸約500公尺，總經費77萬日圓，但是第二次世界大戰時設備遭受破壞。
另外，玉山昔日在西方的名稱Mt. Morrison亦與安平港有關。西元1857年，一艘美國商船亞歷山大號（USS Alexander）由安平離港時，船長摩里遜（W.Morrison）見到高聳的玉山之後將其記載在航海日誌中遂得名。今日在安平，在日出且天氣清霽時望見玉山的機率較大，平時則少能見得。

#### 日治時期貿易
日治初期，安平港的進口來源地可概分為日本和外國，1902 年是對日貿易和對外國貿易的交叉點。1902 年以前，對外國貿易額尚高於對日貿易，1903 年對日貿易額已超越對外國貿易，而且兩者貿易差持續擴大。1912 年自日本移入貿易額已 86%，1928 年移入貿易達 90%，1939 年高佔 98%。
1912年以後，安平港的貿易商品統計分類計有十七大類，分別是「第一類植物及動物」、「第二類穀物、穀粉、澱粉及種子」、「第三類飲食物及菸草」、「第四類皮毛、 骨角、甲殼及其製品」、「第五類油、脂、臘及其製品」、「第六類藥材、化學藥、製藥、其調合品及爆發劑」、「第七類染料、顏料、塗料及填充料」、「第八類絲 繡、繩索及同材料」、「第九類布帛及布帛製品」、「第十類衣類及同附屬品」、 「第十一類紙漿、紙、紙製品、書籍及繪書」、「第十二類礦物及礦物製品」、「第 十三類陶瓷器、玻璃、玻璃製品」、「第十四類礦及金屬」、「第十五類金屬製品」、「第十六類時鐘、車輛、船舶及機械類」、「第十七類雜品」等。

## 安平商港

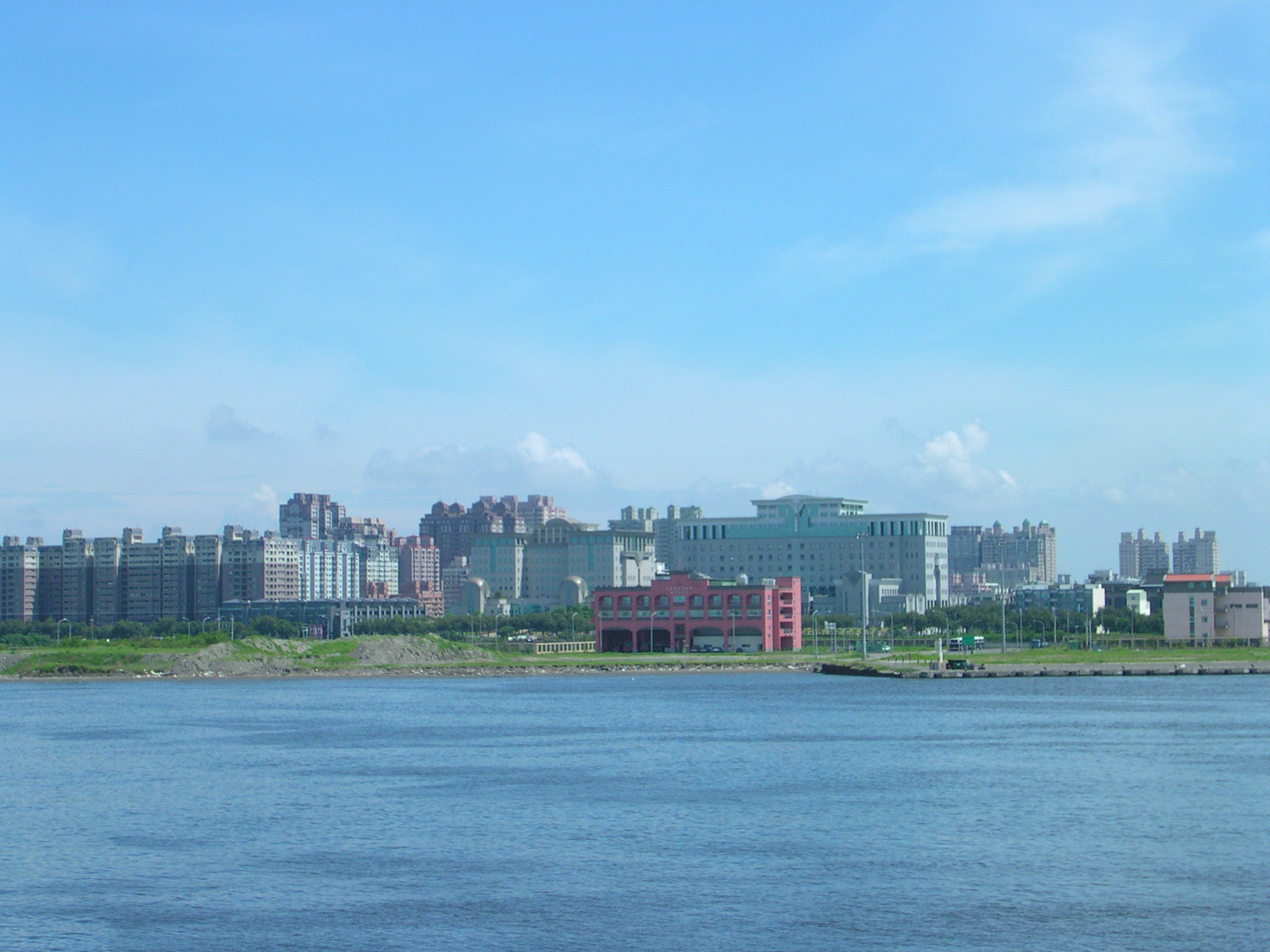
安平新港北側，遠方為台南地方法院與台南地方檢察署。

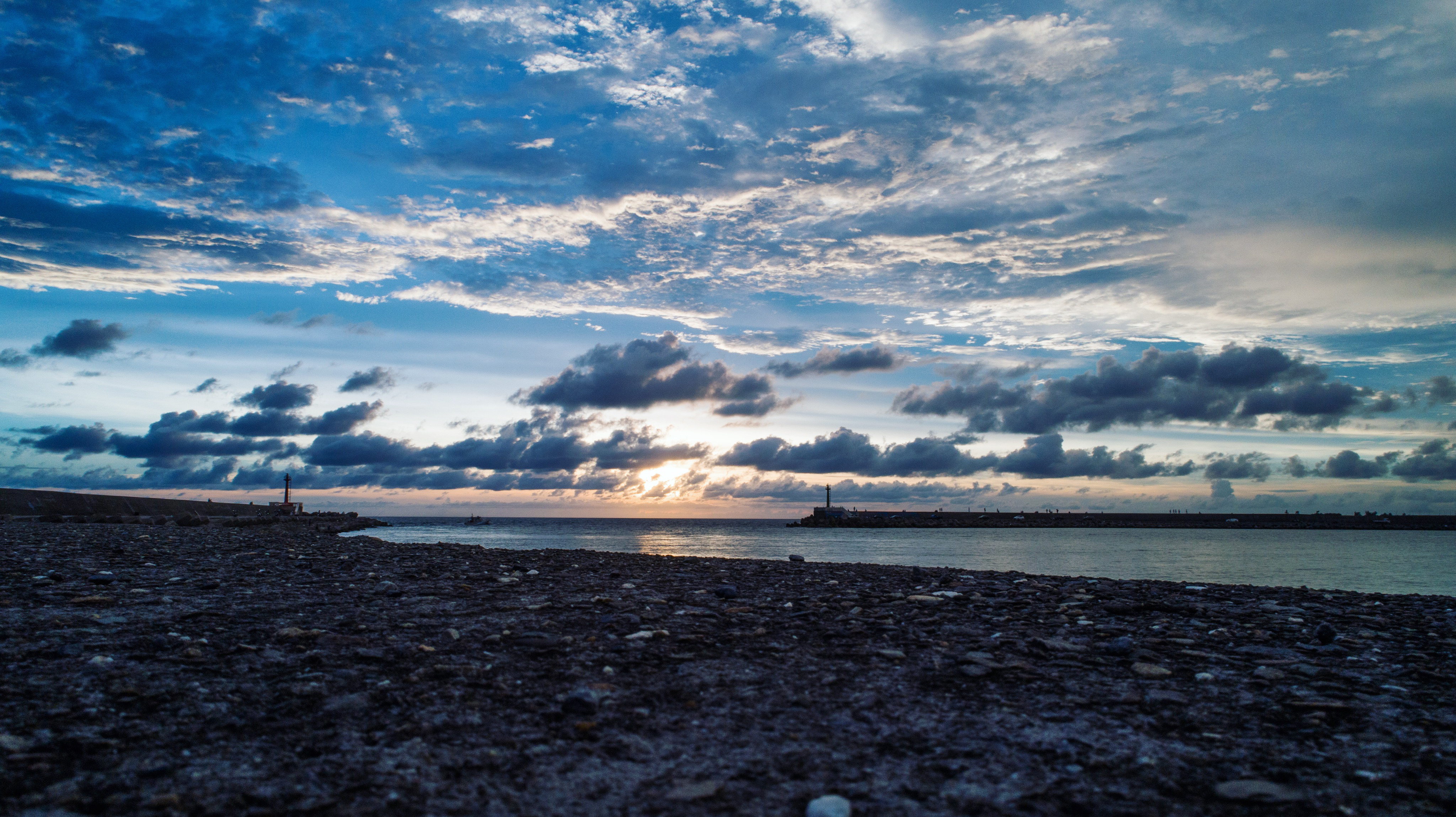
安平商港、觀夕平台附近堤防

即安平新港。民國63年（1974年）因安平舊港封淤，台南市政府另擇南方2公里的「鯤鯓湖」營建新港，東鄰安平工業區，北鄰五期重劃區，行政上隸屬於南區而非安平區。民國68年（1979年）竣工，同年新港開始營運，主航道水深負7.5m，可通行6,000噸級船舶，並核定為國內商港。 
民國86年（1997年）5月12日，交通部公告安平港為高雄港之輔助港，安平港由國內商港升格為國際商港。民國88年（1999年）7月1日，高雄港務局安平辦事處改制升格為安平港分局。民國101年（2012年）3月1日，臺灣港務股份有限公司正式掛牌，原高雄港務局安平港分局配合組織改制，改為「臺灣港務股份有限公司高雄港務分公司安平港營運處」。
由於商港與漁港經常混淆，2012年時任立委許添財提案將商港更名「臺南港」，漁港名稱不變，以利辨識，但全案未有進一步動作。2018年黃偉哲市府上台後，宣布朝向「北觀光、南自貿」發展。

### 客運航線
- 2011年開始計畫開航往來廈門之直航航線[8]，2013年12月首度有高速客貨輪試航、泊靠安平商港[9]。
- 2016年開闢澎湖東吉嶼定期航線，每週二班。後移至同市將軍漁港。
- 2021年3月首航馬公港[10][11]。

### 跨港大橋
由於安平舊港重啟，使得原本與安平區相連的漁光島被迫分離，為了島上漁光里民的交通，特地興建一座跨港大橋「漁光大橋」，2008年完工，成為安平漁港的新地標。未來還會在永華路與城平路兩端再興建一座跨港大橋，紓解假日安平區的車流，2024年5月3日開工，預計2028年完工。

### 其他建設
- 2014年8月臺灣港務股份公司完成安平港自由貿易港區營運許可，預估可以創造250個就業機會，貨物裝卸量增加至300萬噸[13]。2021年貨櫃集散站完工[14]，2022年營運[15]。

- 2017年12月亞果遊艇集團投資打造安平亞果遊艇碼頭，已於2019年完成第一期62個泊位[16]，全區分四期開發，預計2025年完成。

- 2021年7月三地集團旗下南仁湖育樂投資打造「安平海洋之丘」綜合渡假城，全區分六期開發，預計2031年完成[17][18]。

## 交通資訊
- 開車：國道一號、國道三號分別於仁德系統及關廟交流道匯入台86線西向行駛至終點接台17線濱南路北上，過中華南路後為中華西路一段，於新信路口左轉進入安平工業區，直行至底即可到達。
- 公車：大台南公車[19]

| 編號   | 路線                       | 停靠站   |
| ------ | -------------------------- | -------- |
| 綠17   | 安平工業區－大灣－新化     | 安平港站 |
| 藍幹線 | 安平工業區－西港－佳里     | 安平港站 |
| 藍23   | 安平工業區－海尾－九塊厝   | 安平港站 |
| 藍24   | 安平工業區－土城子－青草里 | 安平港站 |